# Франсиско Хенто
Франсиско Хенто (на испански: Francisco Gento López) е бивш испански футболист, един от най-успешните в историята на Реал (Мадрид). Роден е на 21 октомври 1933 година в Гуарнизо, община Ел Астиеро, област Кантабрия, Испания. Известен е с прякора Пако и е играл като ляво крило и атакуващ халф. , 
През 1952 година е приет в отбора на Расинг Сантандер, с който дебютира в Примера дивизион на 22 февруари 1953 г. През същата година подписва с Реал (Мадрид) и играе в лявата зона на атаката с номер 11, като става става капитан на отбора и легенда на клуба.
Бурята от Кантабрия, както е наричан, е развивал огромна скорост – бил е лекоатлет и е бягал 100 метра за 11 секунди и почти толкова бързо с топка в крака. Също разполага с голям технически арсенал и много добър нюх към гола. Той е капитан на много млад отбор на Реал, който е познат в Испания с прякора Йе-йе, заради популярността на Бийтълс по това време.
В историята на клуба е на 5-о място по брой на изиграните мачове и на 7-о по отбелязани голове , :
- Шампионат на Испания – 428 мача, 126 гола
- Купа на Испания – 75 мача, 20 гола
- Евротурнири 1 – 96 мача, 31 гола
- Суперкупи 2 – 6 мача, 4 гола
- Други – 80 мача, 2 гола
- Всичко – 685 мача, 183 гола

1 „Евротурнири“ включва КЕШ, КНК и др.

2 „Суперкупи“ включва Суперкупа на Испания, Суперкупа на Европа, Междуконтинентална купа и Световно клубно първенство.

Играе за Испания 44 мача от 1955 до 1969 година и вкарва 5 гола. Участва във финалните турнири на Световните първенства в Чили през 1962 г. в 3 мача и в Англия – 1966 г. в 2 мача. Последния си мач за отбора играе 6 дни преди да навърши 36 години и спечелва срещу Финландия с 6:0.

## Награди и рекорди
Хенто е в Реал (Мадрид) през най-силните му години от 1953 до 1971 г. заедно с Ди Стефано, Копа, Риал и Пушкаш . Той е играчът, спечелил най-много купи с Реал Мадрид – 23.
- Шампионска купа на Испания – 12: 1953 – 54, 1954 – 55, 1956 – 57, 1957 – 58, 1960 – 61, 1961 – 62, 1962 – 63, 1963 – 64, 1964 – 65, 1966 – 67, 1967 – 68, 1968 – 69.
- Купа на Испания – 2: 1961 – 62, 1969 – 70.
- Купа на европейските шампиони – 6: 1955 – 56, 1956 – 57, 1957 – 58, 1958 – 59, 1959 – 60, 1965 – 66.
- Междуконтинентална купа по футбол – 1: 1960.
- Латинска купа – 2: 1955, 1957

Най-големите му успехи, спечелени с Реал, са 6-те купи на европейските шампиони (КЕШ), което е неподобрен рекорд. Играе в 8 финала за КЕШ: 6 пъти шампион (1956 – 1960 и 1966) и 2 пъти вицешампион (1962 и 1964), като дели този рекорд със защитника на Милан Паоло Малдини (5+3). В този турнир Хенто отбелязва 31 гола в 88 мача.

Друг негов рекорд е участието му в общо 10 финални мача в европейските турнири – 8 за КЕШ и 2 за КНК (през май 1971 г. срещу Челси – 1:1 и преиграване 1:2) .